# De opkomst van modern menselijk gedrag: de pleistocene bezettingsplaatsen van Zuid-Afrika
De opkomst van modern menselijk gedrag: de pleistocene bezettingsplaatsen van Zuid-Afrika is de naam waaronder de UNESCO-commissie voor het Werelderfgoed een aantal sites in Zuid-Afrika, gegroepeerd in 2024 tijdens de 46e sessie, erkende als werelderfgoed. 
Dit cultuurerfgoed werd bekend omdat het bijdraagt aan het begrip van de oorsprong van gedragsmatig moderne mensen, hun cognitieve vaardigheden en culturen, en de klimatologische overgangen die ze hebben overleefd. Het bestaat uit drie verspreide archeologische vindplaatsen, Diepkloof Rock Shelter, Pinnacle Point Site Complex en de Sibhudu Cave, gelegen in de provincies West-Kaap en KwaZoeloe-Natal in Zuid-Afrika. Deze sites bieden het meest gevarieerde en best bewaarde verslag dat bekend is over de ontwikkeling van modern menselijk gedrag, dat teruggaat tot 162.000 jaar. Symbolisch denken en geavanceerde technologieën worden geïllustreerd door bewijs van okerverwerking, gegraveerde patronen, decoratieve kralen, versierde eierschalen, geavanceerde projectielwapens en technieken voor het maken van gereedschappen, en microlieten.

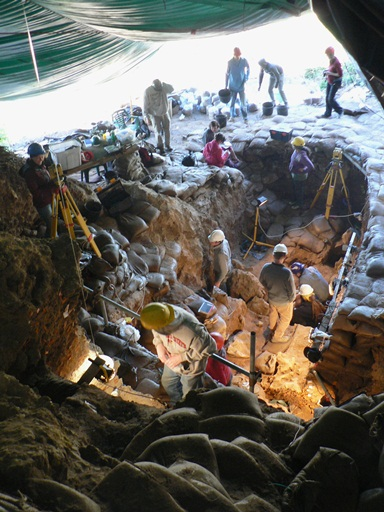
Opgravingen in het Pinnacle Point Site Complex
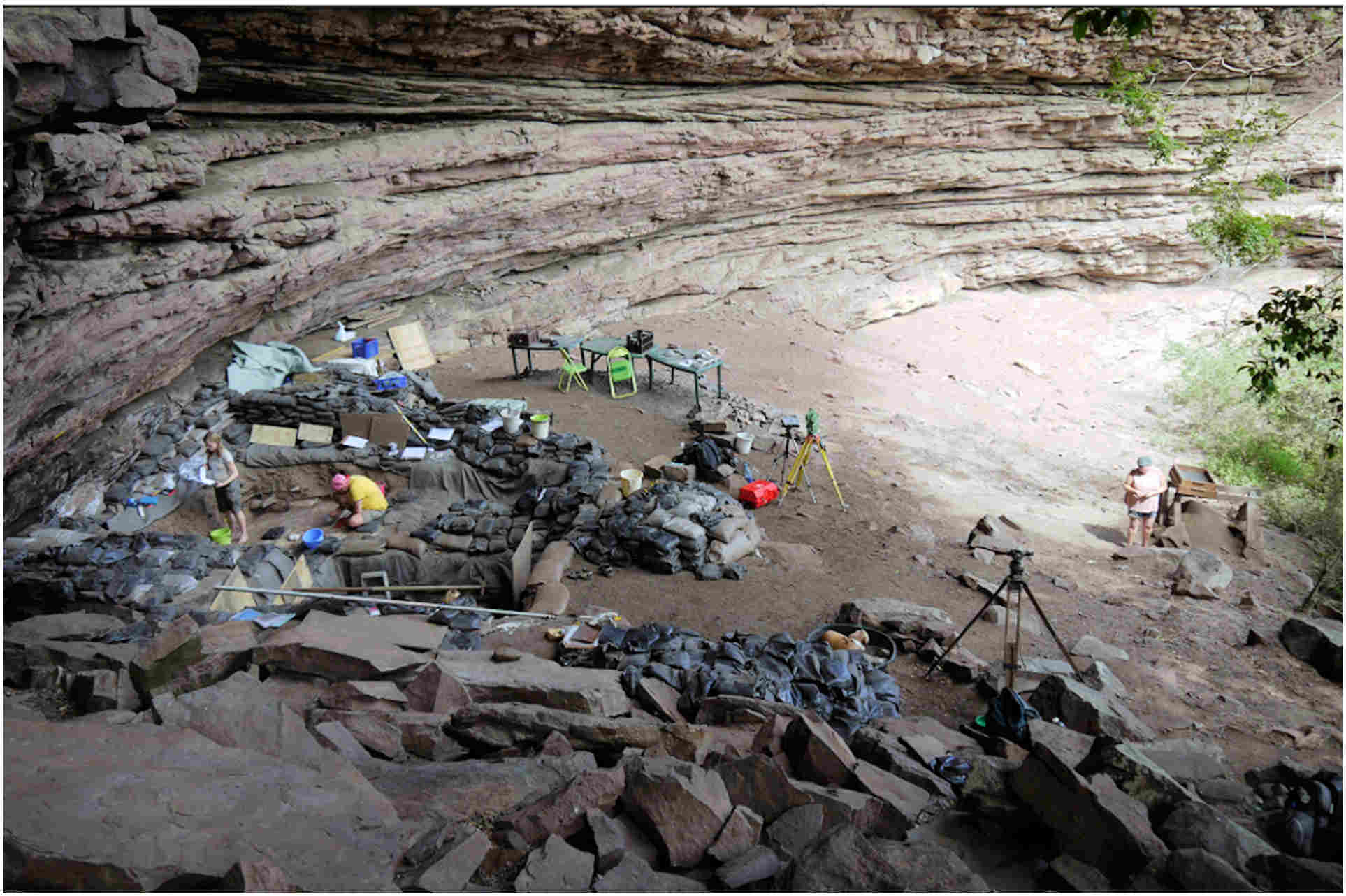
Opgravingen in de Sibhudu Cave

De betrokken en beschermde drie archeologische vindplaatsen zijn:
| #        | Naam en locatie             | Coördinaten                    | Grootte erfgoedsite | Grootte bufferzone |
| -------- | --------------------------- | ------------------------------ | ------------------- | ------------------ |
| 1723-001 | Diepkloof Rock Shelter      | 32° 23′ 12″ ZB, 18° 27′ 10″ OL | 2,1 ha              | 531 ha             |
| 1723-002 | Pinnacle Point Site Complex | 34° 12′ 28″ ZB, 22° 05′ 22″ OL | 51 ha               | 416 ha             |
| 1723-003 | Sibhudu Cave                | 29° 31′ 22″ ZB, 31° 05′ 9″ OL  | 4,3 ha              | 18,5 ha            |

Gebieden met hominide-fossielen van Zuid-Afrika ·
iSimangoliso moeraslandpark ·
Robbeneiland · 
uKhahlamba / Drakensbergen park ·
Cultuurlandschap Mapungubwe ·
Beschermde gebieden van de Floraregio van de Kaap ·
Vredefortkrater ·
Cultureel en botanisch landschap van Richtersveld ·
Cultuurlandschap van de Khomani · 
Mensenrechten, bevrijding en verzoening: Nelson Mandela herdenkingssites · 
De opkomst van modern menselijk gedrag: de pleistocene bezettingsplaatsen van Zuid-Afrika